# Wörsbach (Niederkirchen)
Wörsbach ist ein Ortsteil der Ortsgemeinde Niederkirchen im Landkreis Kaiserslautern in Rheinland-Pfalz.
Zu Wörsbach gehören auch die Wohnplätze Amoshof, Neuhof und Rauschermühle.

## Lage
Wörsbach liegt im Nordpfälzer Bergland. Durch den Ort verläuft die Kreisstraße 28. Stündlich verbindet ein Bus des Verkehrsverbundes Rhein-Neckar das Dorf mit den Nachbarorten.
Namensgebend für den Ort ist der kleine Wörsbach, ein Nebenfluss des Odenbachs.

## Geschichte
Der Ort hatte bis zum Mittelalter keine Bedeutung, auch wenn Hinweise einer Besiedlung auf Grundlage einiger Hügelgräber, vermutlich aus der Eisenzeit, im Westen und Süden des Ortes nicht ausgeschlossen werden können. Vereinzelte Funde von römischen Münzen lassen auf einen möglichen Verkehrsweg in spätrömischer Zeit, vermutlich in Richtung der sich im heutigen Nachbarort befindlichen Heidenburg, schließen.
Eine der frühesten Erwähnungen des Ortes findet sich in einem Dekret aus dem Jahr 1344, in dem das Dorf von den Herren von Randeck an ihren Lehnsherr, dem Wildgrafen Friedrich von Kyrburg, versetzt wurde.
Im Laufe der folgenden Jahrhunderte wird das Gebiet der Herrschaft Schallodenbach mit dem gleichnamigen Dorf und den Orten Heimkirchen, Schneckenhausen, Wörsbach und Heiligenmoschel von den Herren von Odenbach verwaltet. Anfang des 17. Jahrhunderts gelangte dieses durch Kauf und Einheiratung an die Herren von Sickingen, bei denen es bis zur Französischen Revolution zum Ende des 18. Jahrhunderts verblieb. Mit der französischen Besetzung und anschließenden Annexion 1801/1802 gehörte Wörsbach zum Département du Mont-Tonnerre. Mit der Eingliederung der Pfalz in den Rheinkreis im Jahre 1816 stand der Ort bis 1920 unter bayrischer Verwaltung.
Der Ort war und ist überwiegend protestantisch geprägt. Daher wurde im Jahre 1902 auf Initiative der Bürger in der Ortsmitte ein Glockenturm aus Sandsteinquadern errichtet. Protestantische Bürger waren lange der Pfarrei Heimkirchen zugeordnet, mussten allerdings 1820, aufgrund der Neuordnung der Kirchenverwaltung sowie Pfarrermangels, der Pfarrei Olsbrücken zugeordnet werden. Die katholischen Bürger waren dem Pfarramt in Schallodenbach, die jüdischen Dorfbewohner besuchten die Synagoge in Niederkirchen.
Der Ort hatte 1939 insgesamt 380 Einwohner. Heute beläuft sich diese Zahl auf knapp 300.
Am 19. März 1945 erreichten Teile der 12th Armored Division der US-Armee, im Zuge der Operation Undertone, Wörsbach, wobei diese aber sofort weiter in Richtung Osten zogen. Ziel der Division war die Entwaffnung einer Flakstellung der Luftverteidigungszone West auf der Anhöhe zwischen Kreimbach-Kaulbach und Wörsbach.
Am 7. Juni 1969 wurde aus den bis dahin selbständigen Gemeinden Heimkirchen, Morbach, Niederkirchen und Wörsbach die Ortsgemeinde Niederkirchen neu gebildet.

## Ortsname
Die folgende Auflistung nennt die in den Quellen zu findenden Benennungen des Ortes und ihre jeweiligen Jahresangaben.
- Wuiresbach (1344 und 1434)
- Wirspach (1441)
- Wirschbach (1564)
- Würßbach (1665)
- Wirsbach (1666 und 1722)
- Wörschbach (1828)
- Wörsbach (1837)

## Historische Bevölkerungsentwicklung
| Jahr      | 1802 | 1815 | 1837 | 1840 | 1847     | 1852 | 1855 | 1861 | 1867 | 1869 | 1871 | 1875 | 1880 | 1885 | 1890 | 1895 | 1900 | 1905 | 1910 | 1919 | 1925 | 1933 | 1939 | 1989 | 1992 | 2008 |
| --------- | ---- | ---- | ---- | ---- | -------- | ---- | ---- | ---- | ---- | ---- | ---- | ---- | ---- | ---- | ---- | ---- | ---- | ---- | ---- | ---- | ---- | ---- | ---- | ---- | ---- | ---- |
| Einwohner | 190  | 301  | 393  | 429  | "an 400" | 463  | 425  | 435  | 457  | 422  | 474  | 432  | 462  | 434  | 429  | 414  | 434  | 434  | 441  | 358  | 443  | 411  | 379  | 306  | 292  | 298  |

## Politik

### Ortsbezirk
Wörsbach ist gemäß Hauptsatzung einer von vier Ortsbezirken der Ortsgemeinde Niederkirchen. Er wird durch einen Ortsbeirat und einem Ortsvorsteher politisch vertreten.

### Ortsbeirat
Der Ortsbeirat besteht aus sieben Mitgliedern, die bei der Kommunalwahl am 9. Juni 2024 in einer personalisierten Verhältniswahl gewählt wurden, und dem ehrenamtlichen Ortsvorsteher als Vorsitzendem.
Die Sitzverteilung im Ortsbeirat:
| Wahl | SPD | CDU | FWG | Gesamt  |
| ---- | --- | --- | --- | ------- |
| 2024 | 4   | –   | 3   | 7 Sitze |
| 2019 | 4   | –   | 3   | 7 Sitze |
| 2014 | 4   | 1   | 2   | 7 Sitze |
| 2009 | 4   | 1   | 2   | 7 Sitze |

- FWG = Freie Wählergruppe Niederkirchen e. V.

### Ortsvorsteher
Christian Kreischer (SPD) wurde am 3. Juli 2024 Ortsvorsteher von Wörsbach. Bei der Direktwahl am 9. Juni 2024 war er als einziger Bewerber mit einem Stimmenanteil von 80,95 % für fünf Jahre gewählt worden.
Sein Vorgänger Holger Rabe (SPD) war zuletzt 2019 in seinem Amt bestätigt worden und trat bei der Wahl 2024 nicht erneut als Ortsvorsteher an.

### Wappen
| Wappen von Wörsbach | Blasonierung: „2 rote Lilien auf weißem Grund, getrennt durch einen grünen Wellenbalken, 5 silberne Kugeln auf schwarzem Grund.“                                  |
| Wappen von Wörsbach | Wappenbegründung: Farben sind willkürlich gewählt. Orientiert sich am Wappen von Schallodenbach. Die silbernen Kugeln verweisen auf die Herrschaft der Sickinger. |

## Sehenswürdigkeiten
In der Liste der Kulturdenkmäler in Niederkirchen (Westpfalz) sind für Wörsbach vier Einzeldenkmäler aufgeführt.

## Sonstiges
- In Wörsbach kann ein kleines, privates Fossilienmuseum besichtigt werden.
- Der 1. Boule Club Niederkirchen 04 e. V. betrieb von 2004 bis 2015 am Rand des Ortes einen eigenen Bouleplatz.